# Fraccionamiento Ayocuán
Fraccionamiento Ayocuán är en ort i Mexiko.   Den ligger i kommunen Zihuatanejo de Azueta och delstaten Guerrero, i den södra delen av landet, 300 km sydväst om huvudstaden Mexico City. Fraccionamiento Ayocuán ligger 32 meter över havet och antalet invånare är 229.
Terrängen runt Fraccionamiento Ayocuán är kuperad norrut, men söderut är den platt. En vik av havet är nära Fraccionamiento Ayocuán åt sydväst. Runt Fraccionamiento Ayocuán är det glesbefolkat, med 19 invånare per kvadratkilometer. Närmaste större samhälle är Zihuatanejo, 12,0 km väster om Fraccionamiento Ayocuán. Omgivningarna runt Fraccionamiento Ayocuán är en mosaik av jordbruksmark och naturlig växtlighet.